# صندلی داغ (فیلم)
صندلی داغ (به انگلیسی: Hot Seat) یک فیلم اکشن و دلهره‌آور آمریکایی محصول سال ۲۰۲۲ به کارگردانی جیمز کالن برساک با بازی کوین دیلون، مل گیبسون، مایکل ولچ، سام اصغری، ادی استیپلز، لیدیا هال، شانن دوهرتی، آنا هار و کیت کاتزمن است. فیلم درمورد یک جنایتکار ناشناسی است که بمبی را زیر صندلی یک هکر سابق نصب می‌کند و او را مجبور می‌کند تا به موسسات بانکی سطح بالا نفوذ کند. این فیلم در ۱ ژوئیه ۲۰۲۲ منتشر شد و نقدهای منفی را دریافت کرد.

## داستان
فیلم در مورد یک کارشناس فناوری اطلاعات و هکر سابق به نام اورلاندو فریار (با بازی کوین دیلون) است که متوجه می‌شود یک بمب خطرناک به زیر صندلی‌اش وصل شده‌است. در این میان یک جنایتکار ناشناس او را مجبور می‌کند تا به سیستم موسسات بانکی سطح بالا نفوذ کرده و از آن‌ها دزدی کند. او اورلاندو را تهدید می‌کند که اگر کارش را به درستی انجام ندهد به دخترش آسیب می‌رساند. اما زمانی که یک متخصص بمب بی‌باک به نام والاس رید (با بازی مل گیبسون) وارد صحنه می‌شود، تنش‌ها افزایش یافته و اورلاندو تلاش می‌کند تا نام خود را از این اتهام پاک کرده و جنایتکار واقعی را پیدا کند اما …

## گویندگان(دوبله)
دوبله این فیلم در پاییز سال 1400 به مدیریت رزیتا یاراحمدی و صدابرداری سعید عابدی در واحد دوبلاژ تلویزیون انجام شد و در نهایت از شبکه نمایش پخش شد.
| بازیگر              | نقش           | دوبلور          |
| ------------------- | ------------- | --------------- |
| کوین دیلون          | اورلاند فاریر | علیرضا باشکندی  |
| مل گیبسون           | والاس رید     | ژرژ پطروسی      |
| مایکل ولچ (هنرپیشه) | انزو          | امیرمحمد صمصامی |
| کیت کاتزمن          | انزو          | نازنین یاری     |
| سام اصغری           | توبیز         | دانیال الیاسی   |
| چاد مایکل موری      | موری          | علی بیگ محمدی   |

## تولید
فیلمبرداری در لاس کروسس، نیومکزیکو، انجام شد.